# Гай Юлій Юл (консул 489 року до н. е.)
Гай Юлій Юл (лат. Caius Iulius Iullus; 540 до н. е. — після 489 до н. е.) — політичний діяч Римської республіки.

## Життєпис
Походив з патриціанського роду Юліїв. Син Луція Юлія, впливового патриція та сенатора за володарювання царя Тарквінія Гордого. 
У 489 році до н. е. його було обрано  консулом разом з Публієм Пінарієм Мамерціном Руфом через свою невойовничисть. Під час Великих ігор консули отримали донос від вольська Аттія Тулія, що його співвітчизники, які зібралися в місті, планують заворушення. Консули доповіли про це сенатові, було прийнято постанову про видалення вольсків з міста, яке призвело до відпадання їх від Риму.

## Родина
- Гай Юлій Юл, консул 482 року до н. е.
- Вопіск Юлій Юл, консул 473 року до н. е.